# Propuesta de peaje de La Línea de la Concepción

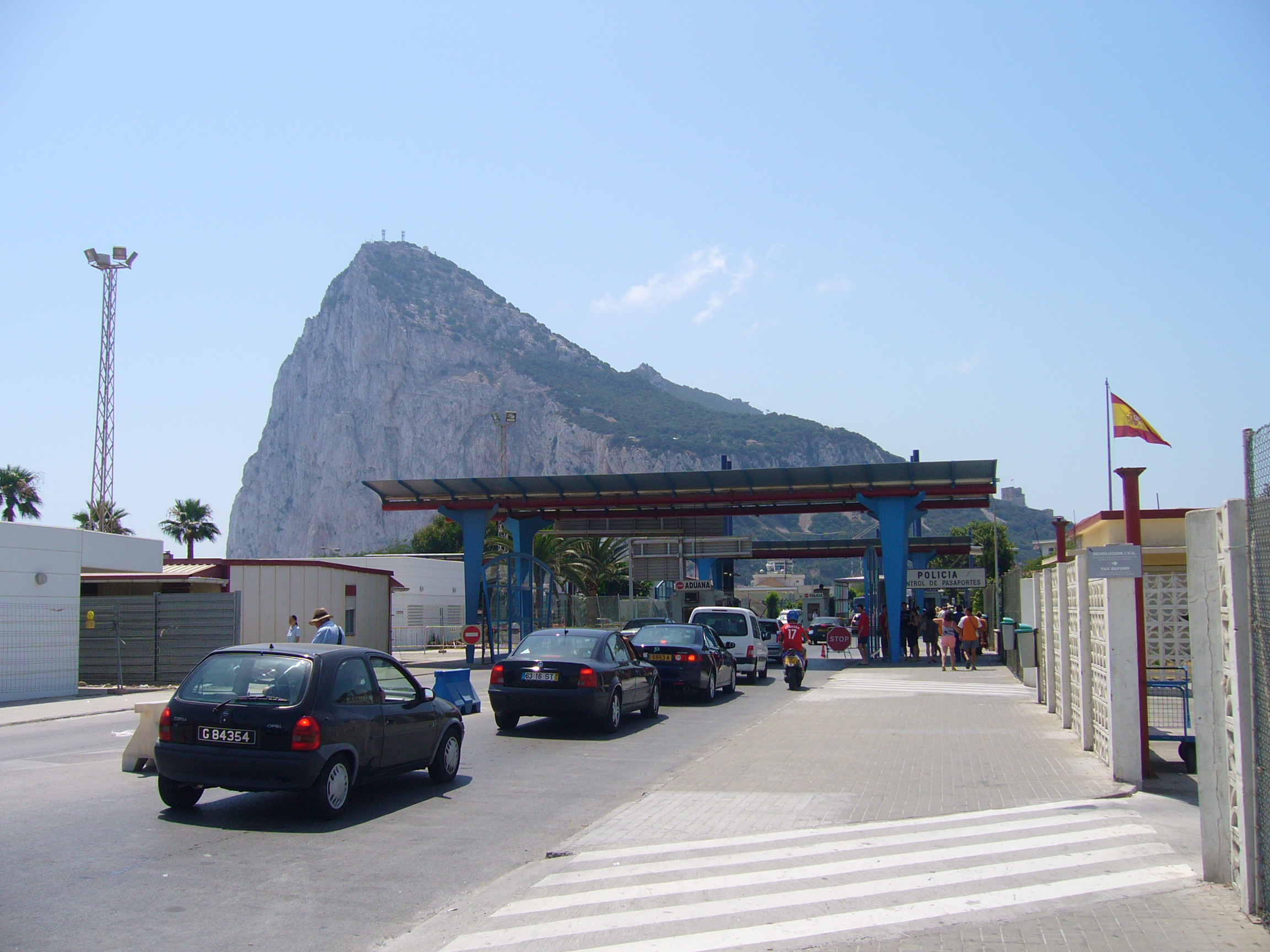
Peñón de Gibraltar, visto desde el lado español de la Verja.

La propuesta de peaje de La Línea de la Concepción fue un intento fallido de establecer una tarifa de congestión al tráfico rodado en dicha localidad del Campo de Gibraltar, España. La propuesta fue lanzada en 2010 por el alcalde del municipio linense, Alejandro Sánchez García. En agosto de 2013, el gobierno central del PP, con Mariano Rajoy al frente, impulsó el proyecto, colocándose los puestos de peaje junto a la verja de Gibraltar.

## Propuesta municipal
En julio de 2010, el alcalde de La Línea de la Concepción anunció el encargo a los técnicos municipales de un estudio sobre la posibilidad de implantar un peaje de acceso a Gibraltar para los numerosos visitantes que cada año atraviesan la ciudad con destino a la colonia británica. Según el Ayuntamiento linense, la medida fue planteada a raíz de la publicación en los medios de comunicación de que los ingresos presupuestados por parte de Gibraltar para el año 2011, cifrados en más de 350 millones de euros, proceden en su mayor parte del número de visitantes anuales procedentes de España. El alcalde linense lamentó las continuas afluencias de visitantes al Peñón y de los escasos beneficios que de ello se derivaban para La Línea, únicamente gastos como los que suponen la regulación del tráfico o la servidumbre que para la ciudad supone la dotación de nuevas líneas telefónicas para Gibraltar. De acuerdo a los planteamientos iniciales, la medida no perjudicaría a los trabajadores españoles en el Peñón, que obtendrían un documento de salvaguarda para evitar el pago diario.
Posteriormente, el equipo de gobierno del ayuntamiento anunció la remodelación del tráfico de acceso a la aduana para aplicar la tasa de descongestión con el doble objetivo de disminuir las retenciones que se producen, así como conseguir unos ingresos económicos y añadió que la tasa viene avalada por el marco normativo comunitario, siendo una herramienta efectiva y novedosa para la temática concreta de la congestión del tráfico.

### Inicio de las obras
A finales de agosto del mismo año operarios municipales de La Línea comenzaron a trabajar en las inmediaciones de la frontera con Gibraltar para llevar a cabo la reordenación del tráfico rodado que permitirá la implantación de la denominada "tasa de congestión". Los primeros trabajos consistieron en la ubicación de bordillos, así como en la señalización de varias direcciones para desviar el tráfico rodado hacia el centro del municipio linense. Además, las obras debía incluir la instalación de un dispositivo para el cobro de la tasa, que sería de cinco euros en el caso de los turismos y de un importe superior para los camiones.

## Rechazo del gobierno central del PSOE
El Ministerio de Fomento aseguró que el Consistorio linense necesitaría la autorización para actuar en las carreteras estatales y advirtió que tomaría las medidas oportunas si el Ayuntamiento realizara actuaciones en carreteras de su competencia para la implantación del peaje.

## Reacciones
- Los sindicatos CC.OO., UGT y Unite de Gibraltar señalaron en un manifiesto su rechazo de manera contundente a la instalación del peaje, por las repercusiones económicas y sociales que pudiera acarrear.[5]

- El presidente de la Federación Andaluza de Municipios y Provincias (FAMP), Francisco Toscano, consideró que la propuesta del peaje suponía una coacción a la libertad de movimiento de las personas e indicó que los ayuntamientos no tienen esta competencia y que en caso de ponerse en marcha sin el consentimiento del Estado deberían ser los jueces los que decidieran.[6]

- El PSOE, a través de diputado nacional por la provincia de Cádiz, Salvador de la Encina, manifestó que la tasa de descongestión era ilegal y que podría crear recelos y tensar las relaciones con Gibraltar. Según de la Encina, las relaciones exteriores le ha corresponden al Gobierno central.[7]

- Los miembros de la Plataforma Anti-Peaje de La Línea de la Concepción se manifestaron a finales de septiembre a las puertas de la frontera de Gibraltar y repartieron octavillas para recavar el apoyo de la ciudadanía. Varios partidos políticos, sindicatos y otros colectivos vecinales se adhirieron a la concentración.[8]

- La Asociación Socio Cultural de Trabajadores españoles en Gibraltar (Ascteg) mostró su rechazo a las acciones encaminadas para poner un peaje en la frontera y manifestó que se estaba provocando que algunos empresarios de Gibraltar se aprovecharan de esta situación para coaccionar a los trabajadores.[9]

- El alcalde de Gibraltar nombrado por Londres, Peter Caruana, criticó que el alcalde de La Línea de la Concepción usara a Gibraltar como arma arrojadiza para sus reivindicaciones con el Gobierno de España y advirtió que "no se puede hostigar a Gibraltar y al mismo tiempo querer ser amigo".[10]

## Oposición de la Junta de Andalucía
El Gobierno andaluz manifestó que ni aprobaba ni apoyaba la iniciativa, defendiendo que no es con peajes como se tienen que solucionar los problemas económicos del ayuntamiento. No obstante, e principios de septiembre, la Junta de Andalucía aprobó un anticipo a cuenta por valor de 2,5 millones de euros al Ayuntamiento de La Línea de la Concepción para colaborar con la situación de dificultades económicas del consistorio.

## Fracaso de la propuesta
Finalmente el 1 de octubre de 2010 el Ayuntamiento de La Línea de la Concepción anunció que la tasa de congestión tendría carácter optativo y que requeriría la colaboración institucional con los gobiernos de España y la colonia británica.

## Propuesta de agosto de 2013
El gobierno del PP, sugirió imponer una tasa de 50 € para cruzar la Verja en dirección al Peñón, y de otros 50 € para salir del Peñón en dirección al resto del territorio nacional español. La medida solo se aplicaría a aquellos que cruzaran la Verja con vehículos a motor por motivos no laborales.